# パラドーン・スリチャパン
パラドーン・スリチャパン（Paradorn Srichaphan, タイ語：ภราดร ศรีชาพันธุ์, 1979年6月14日 - ）は、タイ王国・バンコク出身の男子プロテニス選手。シングルス自己最高ランキングは9位（2003年5月）。ATPツアーでシングルス5勝を挙げた。右利き、バックハンド・ストロークは片手打ち。身長185cm、体重81kg。

## 経歴
父親は銀行員、母親は学校教師という恵まれた家庭に育ち、6歳からテニスを始める。父親は息子のパラドーンにテニスを教えるために、銀行員を退職し、息子のコーチを務めた。1996年に世界ジュニアランキング10位に入り、1997年にプロ転向。
1998年から男子国別対抗戦デビスカップタイ代表選手になる。2002年ウィンブルドン選手権2回戦で、第3シードのアンドレ・アガシを6-4, 7-6, 6-2で破る金星を挙げ、世界的に有名になった。この大会では、次の3回戦で1996年の優勝者リカルト・クライチェクに敗退している。その勢いに乗って、同年8月のパイロット・ペン・テニスでツアー初優勝を挙げた。2ヶ月後、ストックホルム・オープンで2勝目を挙げる。この年は準優勝も2度あり、一気にアジア男子テニス選手のトップに躍進した。

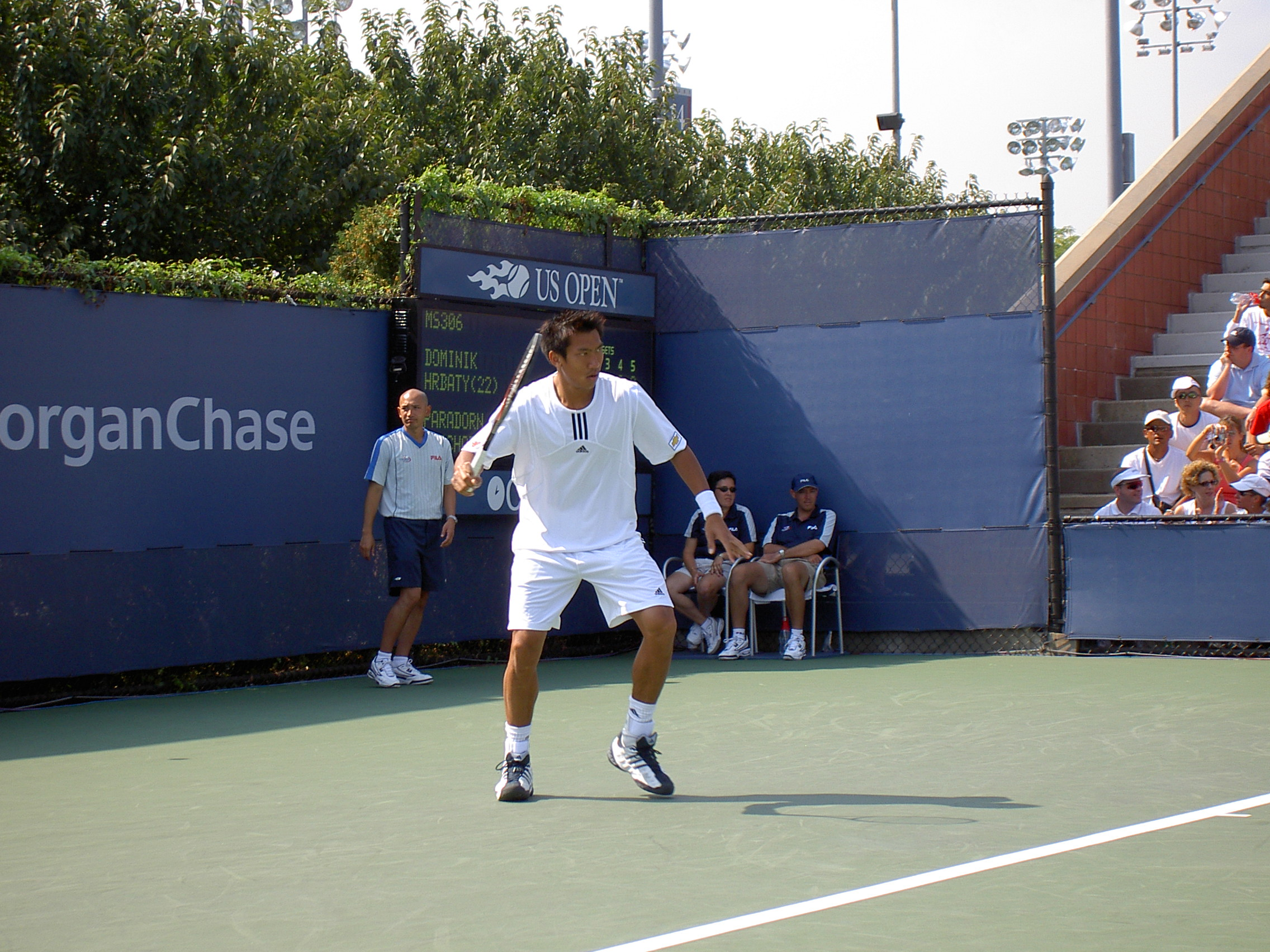
2004年全米オープンにて

2002年にタイ国政府より兵役を免除されている。2003年4月21日にアジア国籍の選手として初めてATPランキングのトップ10入りを果たす。さらに5月12日には9位になった。この年には『タイム』誌のアジア版で「アジアの英雄29人」に選ばれたことがある。2004年アテネ五輪開会式では、タイ選手団の旗手を務めた。その後は右手首の故障に悩み、2007年3月のマイアミ・マスターズを最後に試合出場から遠ざかっていた。
2009年にタイ・オープンのダブルスに出場したが初戦で敗退。この試合が最後の出場となり、2010年6月に現役引退を発表した。
スリチャパンは2003年ごろ、歌手のタタ・ヤンと交際関係にあったが、親などの反対で交際をやめた。その後、2007年11月29日に2005年ミス・ユニバース優勝者ナタリー・グレボヴァと結婚したが2011年に離婚した。

## ATPツアー決勝進出結果

### シングルス: 11回 (5勝6敗)
| 大会グレード                                  |
| グランドスラム (0-0)                          |
| テニス・マスターズ・カップ (0-0)              |
| ATPマスターズシリーズ (0-0)                   |
| ATPインターナショナルシリーズ・ゴールド (0-1) |
| ATPインターナショナルシリーズ (5-5)           |

| サーフェス別タイトル |
| ハード (4-6)         |
| クレー (0-0)         |
| 芝 (1-0)             |
| カーペット (0-0)     |

| 結果   | No. | 決勝日         | 大会               | サーフェス    | 対戦相手                   | スコア                |
| ------ | --- | -------------- | ------------------ | ------------- | -------------------------- | --------------------- |
| 準優勝 | 1.  | 2002年1月7日   | チェンナイ         | ハード        | ギリェルモ・カナス         | 4–6, 6–7(2)           |
| 準優勝 | 2.  | 2002年8月12日  | ワシントンD.C.     | ハード        | ジェームズ・ブレーク       | 6–1, 6–7(5), 4–6      |
| 優勝   | 1.  | 2002年8月25日  | ロングアイランド   | ハード        | フアン・イグナシオ・チェラ | 5–7, 6–2, 6–2         |
| 優勝   | 2.  | 2002年10月27日 | ストックホルム     | ハード (室内) | マルセロ・リオス           | 6–7(2), 6–0, 6–3, 6–2 |
| 優勝   | 3.  | 2003年1月5日   | チェンナイ         | ハード        | カロル・クチェラ           | 6–3, 6–1              |
| 準優勝 | 3.  | 2003年7月28日  | インディアナポリス | ハード        | アンディ・ロディック       | 6–7(2), 4–6           |
| 優勝   | 4.  | 2003年8月24日  | ロングアイランド   | ハード        | ジェームズ・ブレーク       | 6–2, 6–4              |
| 準優勝 | 4.  | 2004年1月12日  | チェンナイ         | ハード        | カルロス・モヤ             | 4–6, 6–3, 6–7(5)      |
| 優勝   | 5.  | 2004年6月19日  | ノッティンガム     | 芝            | トーマス・ヨハンソン       | 1–6, 7–6(4), 6–3      |
| 準優勝 | 5.  | 2005年1月10日  | チェンナイ         | ハード        | カルロス・モヤ             | 6–3, 4–6, 6–7(5)      |
| 準優勝 | 6.  | 2005年10月16日 | ストックホルム     | ハード (室内) | ジェームズ・ブレーク       | 1–6, 6–7(6)           |

## 4大大会シングルス成績
略語の説明
| W | F | SF | QF | #R | RR | Q# | LQ | A | Z# | PO | G | S | B | NMS | P | NH |

W=優勝, F=準優勝, SF=ベスト4, QF=ベスト8, #R=#回戦敗退, RR=ラウンドロビン敗退, Q#=予選#回戦敗退, LQ=予選敗退, A=大会不参加, Z#=デビスカップ/BJKカップ地域ゾーン, PO=デビスカップ/BJKカッププレーオフ, G=オリンピック金メダル, S=オリンピック銀メダル, B=オリンピック銅メダル, NMS=マスターズシリーズから降格, P=開催延期, NH=開催なし.
| 大会           | 1999 | 2000 | 2001 | 2002 | 2003 | 2004 | 2005 | 2006 | 2007 | 通算成績 |
| -------------- | ---- | ---- | ---- | ---- | ---- | ---- | ---- | ---- | ---- | -------- |
| 全豪オープン   | LQ   | 2R   | 1R   | 1R   | 2R   | 4R   | 2R   | 1R   | 1R   | 6–8      |
| 全仏オープン   | LQ   | 1R   | LQ   | 3R   | 1R   | 2R   | 1R   | 1R   | A    | 3–6      |
| ウィンブルドン | 2R   | 1R   | 1R   | 3R   | 4R   | 1R   | 1R   | 1R   | A    | 6–8      |
| 全米オープン   | LQ   | 1R   | 1R   | 2R   | 4R   | 3R   | 3R   | 2R   | A    | 9–7      |